# Stirlingtal
Stirlingtal används inom matematiken för att beskriva antalet permutationer eller partitioner av storlek {\displaystyle m} av en mängd av storlek {\displaystyle n}.  Det finns två slags Stirlingtal, Stirlingtal av första slaget och Stirlingtal av andra slaget. Stirlingtalen är uppkallade efter matematikern James Stirling.

## Notation
Stirlingtal av första slaget betecknas ibland {\displaystyle s(n,k)} och Stirlingtal av andra slaget betecknas ibland {\displaystyle S(n,k)}. En annan notation är:
{\displaystyle s(n,k)=\left[{n \atop k}\right]}
{\displaystyle S(n,k)=\left\{{\begin{matrix}n\\k\end{matrix}}\right\}}
Denna notation med hak- och klammerparenteser, som är analog med notationen för binomialkoefficienter, infördes av Jovan Karamata.

## Stirlingtal av första slaget
Stirlingtal av första slaget, {\displaystyle \left[{n \atop k}\right]}, är antalet sätt att ordna {\displaystyle n} element i {\displaystyle k} icke-tomma cykler, d.v.s. ordningar av tal som är cykliska permutationer av varandra. Om vi har mängden {\displaystyle A=\{1,2,3\}} kan vi från den konstruera 2 olika cykler med 3 element i varje (vi betecknar en cykel med {\displaystyle [1,2,...,n]}):
{\displaystyle [1,2,3]~~[1,3,2]}
Så att {\displaystyle \left[{3 \atop 1}\right]=2}. Observera alltså att {\displaystyle [1,2,3]=[2,3,1]=[3,1,2]}, vi kan plocka en siffra framifrån och sätta längst bak.
Man ser att {\displaystyle \left[{0 \atop 0}\right]=1}, det finns ett sätt att placera inga element i noll icke-tomma cykler, i övrigt gäller att {\displaystyle \left[{n \atop 0}\right]=0} ({\displaystyle n\neq 0}), för det finns inget sätt att placera ut {\displaystyle n} element i noll icke-tomma cykler. För Stirlingtal av första slaget ser man att {\displaystyle \left[{n \atop n}\right]=1}, för det finns ett sätt att placera ut {\displaystyle n} element i {\displaystyle n} icke-tomma cykler (varje cykel innehåller då ett element).
Man kan räkna ut Stirlingtal av första slaget med följande rekursiva ekvation:
{\displaystyle \left[{n \atop k}\right]=(n-1)\left[{n-1 \atop k}\right]+\left[{n-1 \atop k-1}\right]}
Några exempel på Stirlingtal av första slaget:
| n\k | 0 | 1  | 2  | 3  | 4  | 5 |
| --- | - | -- | -- | -- | -- | - |
| 0   | 1 |    |    |    |    |   |
| 1   | 0 | 1  |    |    |    |   |
| 2   | 0 | 1  | 1  |    |    |   |
| 3   | 0 | 2  | 3  | 1  |    |   |
| 4   | 0 | 6  | 11 | 6  | 1  |   |
| 5   | 0 | 24 | 50 | 35 | 10 | 1 |

## Stirlingtal av andra slaget
Stirlingtal av andra slaget, {\displaystyle \left\{{\begin{matrix}n\\k\end{matrix}}\right\}}, ger antal sätt att dela in en mängd med {\displaystyle n} element i {\displaystyle k} icke-tomma mängder.
Alternativt kan Stirlingtalet S(n,k) definieras som antalet oordnade surjektioner av en mängd av n element på en mängd av k element. Om det totala antalet surjektioner är N, så är S(n,k) = N/k!.
S(n,k) kan även beskrivas som antalet möjligheter att placera n numrerade bollar i k identiska (onumrerade) lådor, med restriktionen minst en boll i varje låda.
Om vi t.ex. har en mängd med fyra element, exempelvis {\displaystyle A=\{1,2,3,4\}} och vill veta på hur många sätt vi kan dela upp {\displaystyle A} i två mängder, d.v.s. räkna ut {\displaystyle \left\{{\begin{matrix}4\\2\end{matrix}}\right\}}, ser vi att vi kan göra det på sju sätt:
{\displaystyle \{1,2,3\}\cup \{4\}~~\{1,2,4\}\cup \{3\}~~\{1,3,4\}\cup \{2\}~~\{2,3,4\}\cup \{1\}~~\{1,2\}\cup \{3,4\}~~\{1,3\}\cup \{2,4\}~~\{1,4\}\cup \{2,3\}}
d.v.s., {\displaystyle \left\{{\begin{matrix}4\\2\end{matrix}}\right\}=7}. 
Stirlingtal av andra slaget på formen {\displaystyle \left\{{\begin{matrix}n\\1\end{matrix}}\right\}=1} för positiva {\displaystyle n}, eftersom en mängd bara kan delas upp i en mängd med lika många element på ett sätt. Om {\displaystyle k=0} kan vi säga att det bara finns ett sätt att dela in en tom mängd i noll icke-tomma mängder, så att {\displaystyle \left\{{\begin{matrix}0\\0\end{matrix}}\right\}=1}, men en icke-tom mängd kan inte delas upp i noll mängder på något sätt, så att {\displaystyle \left\{{\begin{matrix}n\\0\end{matrix}}\right\}=0}. Man inser också att det går att dela in en mängd med {\displaystyle n} element i {\displaystyle n} mängder på ett sätt, så att {\displaystyle \left\{{\begin{matrix}n\\n\end{matrix}}\right\}=1}.
Stirlingtal av andra slaget kan räknas ut rekursivt med:
{\displaystyle \left\{{\begin{matrix}n\\k\end{matrix}}\right\}=k\left\{{\begin{matrix}n-1\\k\end{matrix}}\right\}+\left\{{\begin{matrix}n-1\\k-1\end{matrix}}\right\}}
Några Stirlingtal av andra slaget är:
| n\k | 0 | 1 | 2  | 3  | 4  | 5 |
| --- | - | - | -- | -- | -- | - |
| 0   | 1 |   |    |    |    |   |
| 1   | 0 | 1 |    |    |    |   |
| 2   | 0 | 1 | 1  |    |    |   |
| 3   | 0 | 1 | 3  | 1  |    |   |
| 4   | 0 | 1 | 7  | 6  | 1  |   |
| 5   | 0 | 1 | 15 | 25 | 10 | 1 |

## Relationer med Stirlingtal
Man kan se att antalet möjliga cykler av en mängd är större än eller lika med antalet möjliga mängder, d.v.s.:
{\displaystyle \left[{n \atop k}\right]\geq \left\{{\begin{matrix}n\\k\end{matrix}}\right\}}
Det är ganska lätt att inse att:
{\displaystyle \left[{n \atop n}\right]=\left\{{\begin{matrix}n\\n\end{matrix}}\right\}}
Man kan också koppla ihop Stirlingtalen med binomialkoefficienter: När man ska ordna {\displaystyle n} element i {\displaystyle n-1} cykler eller delmängder får man exakt en cykel eller delmängd som innehåller två element, och då {\displaystyle [a,b]=[b,a]} så är detta samma sak som att välja ut de två element som kommer hamna i samma delmängd eller cykel, så att:
{\displaystyle \left[{n \atop n-1}\right]=\left\{{\begin{matrix}n\\n-1\end{matrix}}\right\}={\begin{pmatrix}n\\2\end{pmatrix}}}
Stirlingtalen av första och andra slaget kan ses som varandras inverser:
{\displaystyle \sum _{j=0}^{n}s(n,j)S(j,k)=\delta _{nk}}
och
{\displaystyle \sum _{j=0}^{n}S(n,j)s(j,k)=\delta _{nk}}
där {\displaystyle \delta _{nk}} är Kroneckerdeltat. Två andra liknande formler är
{\displaystyle s(n,k)=\sum _{j=0}^{n-k}(-1)^{j}{n-1+j \choose n-k+j}{2n-k \choose n-k-j}S(n-k+j,j)}
och
{\displaystyle S(n,k)=\sum _{j=0}^{n-k}(-1)^{j}{n-1+j \choose n-k+j}{2n-k \choose n-k-j}s(n-k+j,j).}